# Baronie IJsselstein

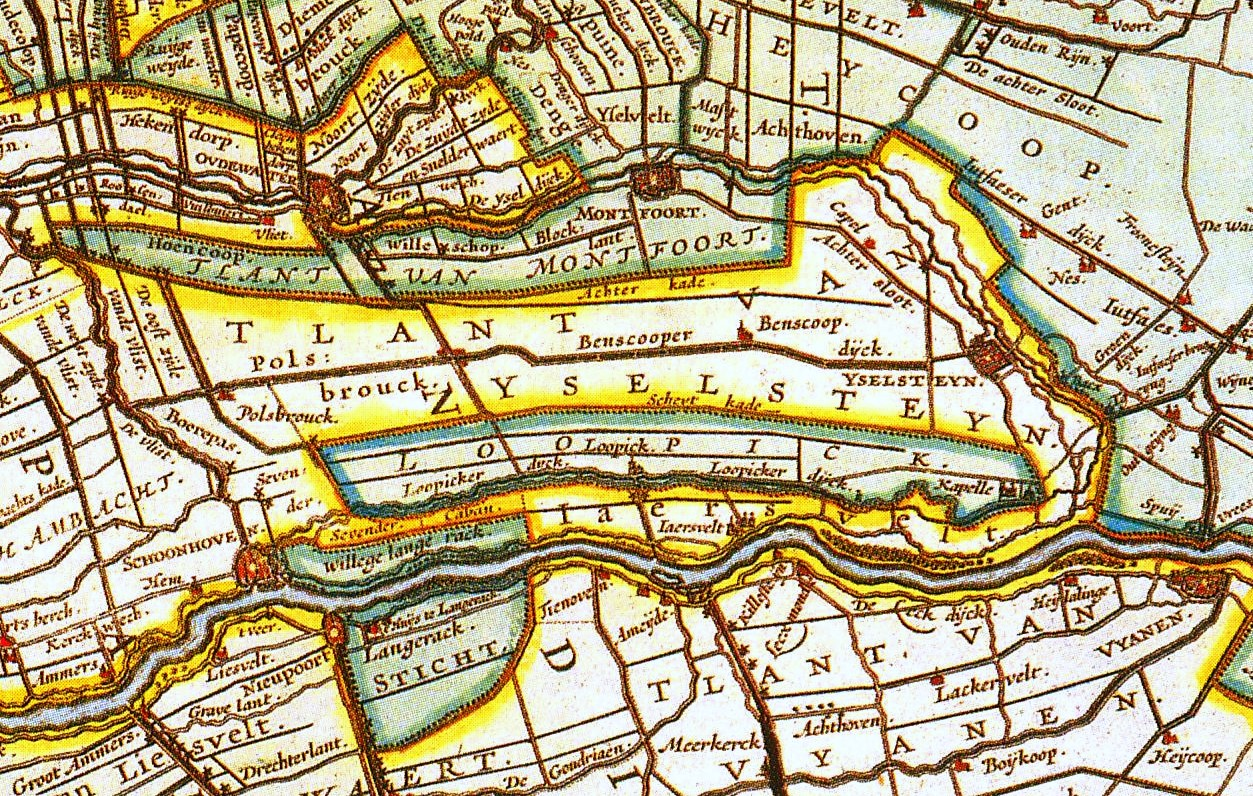
Karte der Baronie IJsselstein, durch Joan Blaeu (1665)

Die Baronie IJsselstein (auch Vrije Baronie IJsselstein) war eine Hohe Herrlichkeit (Baronie) des Heiligen Römischen Reiches. Zur Zeit der Republik der Vereinigten Niederlanden bildete sie eine selbständige Enklave unter dem Haus Oranien-Nassau.

## Chronik

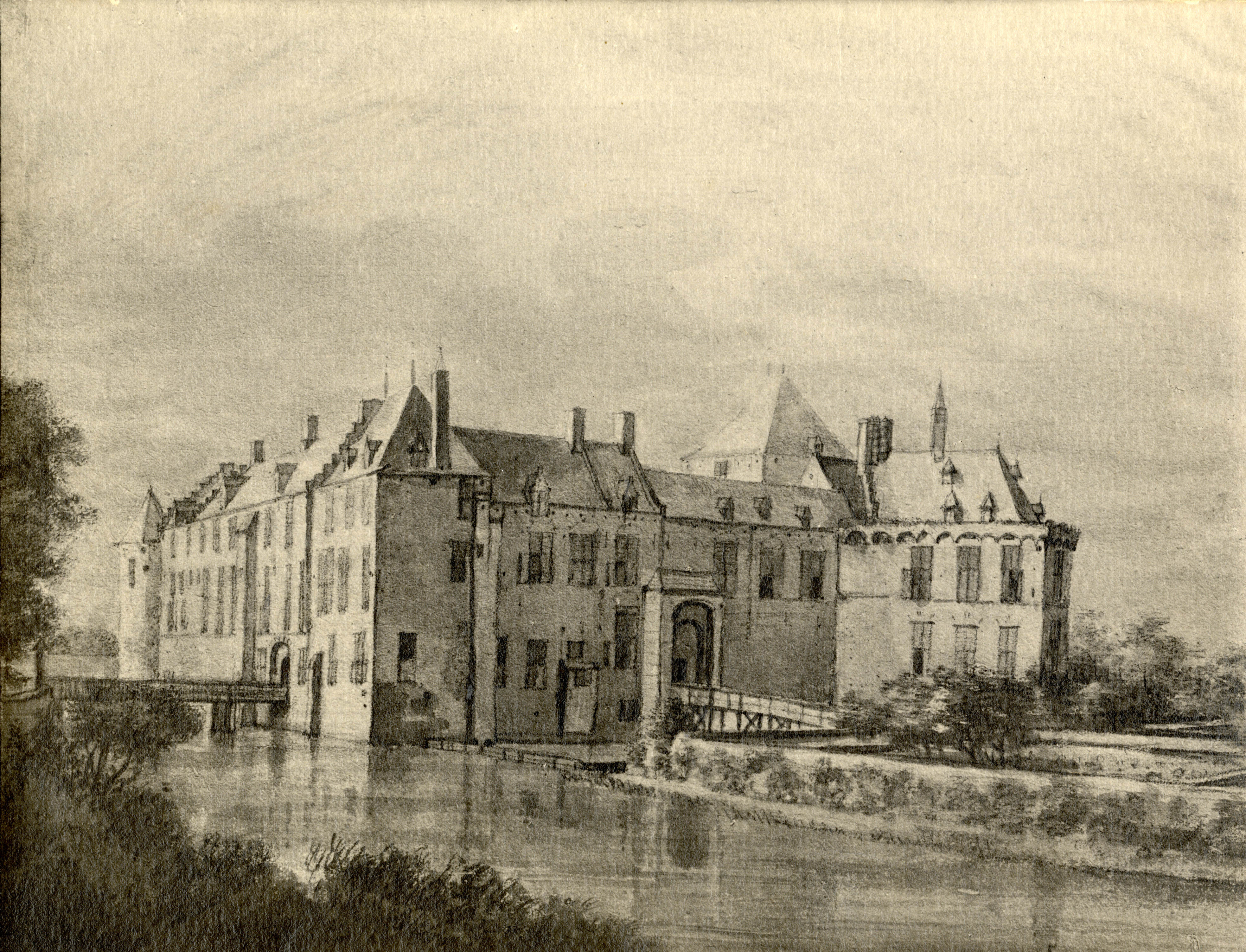
Kasteel IJsselstein (1646)

Die Herrlichkeit sowie die Anfänge der späteren Stadt IJsselstein sind im Jahre 1279 durch den Bau des Kasteel IJsselstein durch Gijsbrecht van Amstel (auch Gijsbrecht van IJsselstein genannt) entstanden. IJsselstein war von alters her ein Lehen der Grafschaft Holland gewesen. IJsselstein, der Mittelpunkt der Baronie hatte im Jahre 1310 die Stadtrechte verliehen bekommen. Im Jahre 1330 ist IJsselstein in die Hände des Hauses Egmond gekommen. Diese ließen die Stadt um 1390 vollständig ummauern. Nach diversen Verwüstungen der Egmondschen Gegner, der Utrechter und der Gelderen, wurde die Stadt zum Ende des 15. Jahrhunderts neu erbaut. Eine der außerehelichen Abstammungen des Hauses Egmond, die Egmond van IJsselstein, entstammten der Linie zu IJsselstein. (und Buren-Leerdam). Im Jahre 1551 gelangte das Haus Oranien-Nassau in Besitz der Baronie IJsselstein, die es als ein Lehen des holländischen Grafen, König Philipp II. von Spanien, erhielten.
Mit dem Plakkaat van Verlatinghe wurde im Jahr 1581 die spanische Souveränität aufgehoben und den Oraniern wurde die neue Souveränität über Ijsselstein nun ihnen selbst zugesprochen. IJsselstein wurde somit zu einer der selbständigen Herrlichkeit die als Enklaven im Gebiet der Republik lagen sowie Mitglied der Generalitätslande. IJsselstein entwickelte sich in weiterer Folge zum Fluchtort von Missetätern aus verschiedenen Teilen der niederländischen Republik. Zum Ende des 18. Jahrhunderts entwickelten sich die Baronie und die Stadt zu einer Steueroase. Im Jahr 1795, bei der Ausrufung der Batavischen Republik, wurden alle Herrlichen Rechte aufgehoben und IJsselstein verlor seine Selbständigkeit sowie den Status als Baronie. 1798 wurde IJsselstein dem neugebildeten Departement van de Delf zugegliedert. Das Oberhaupt des Hauses Oranien-Nassau (das niederländische Staatsoberhaupt) führt seitdem den (Ehren)titel baron(es) van Cranendonck, IJsselstein en Eindhoven.

## Herren von IJsselstein

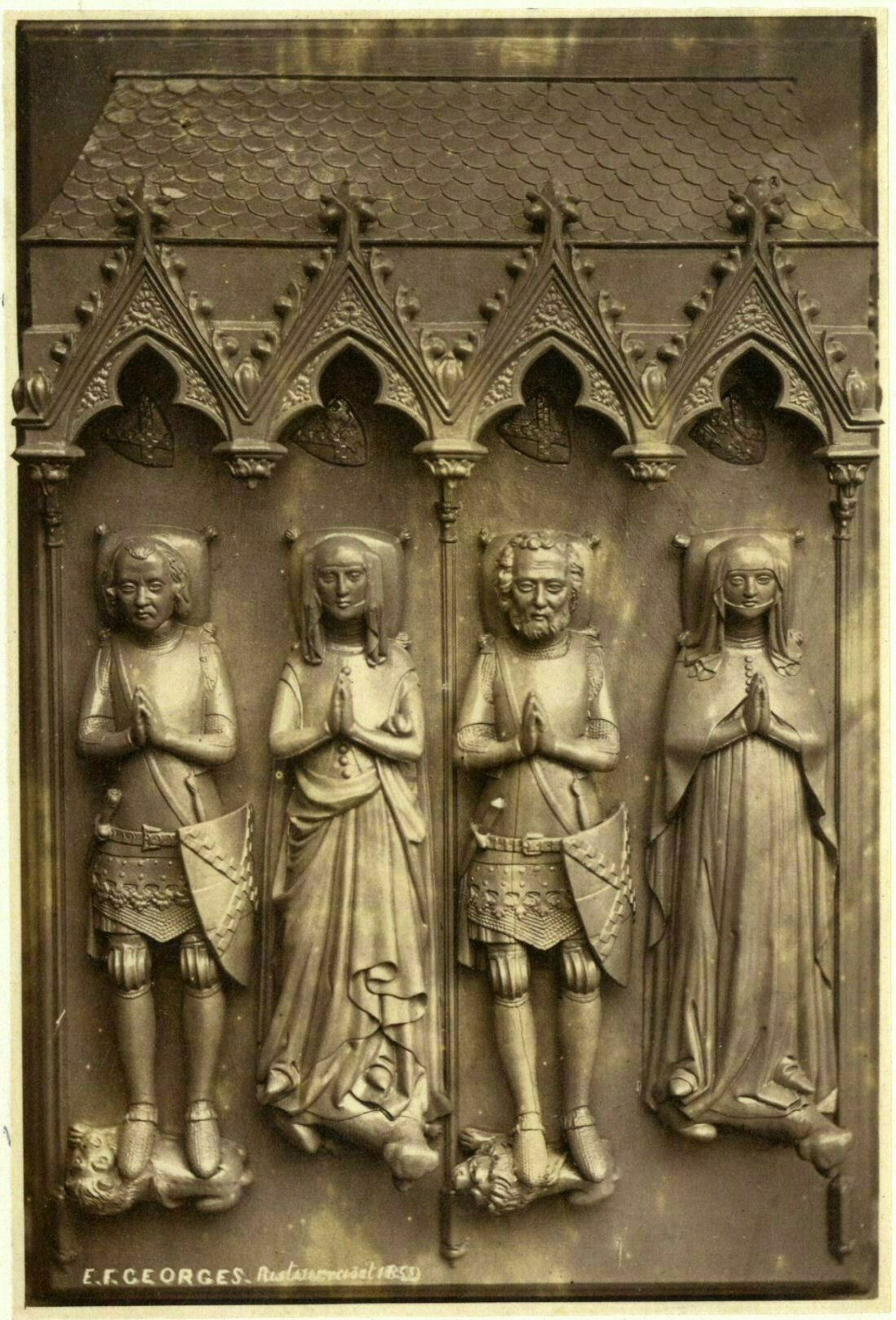
Grabmonument der Herren von IJsselstein in der IJsselsteiner Sint-Nicolaaskerk

### Haus Amstel
- 1279–1343: Gijsbrecht van IJsselstein
- 1343–1364: Arnoud van IJsselstein
- 1364–1374: Guyotte van IJsselstein, Ehefrau des Jan I. von Egmont

### Haus Egmond
- ????–????: Arend van Egmond
- ????–1416: Jan II. von Egmond
- 1416–1421: Streit mit den Grafen von Holland
- 1421–????: Jan II. von Egmond
- ????–1451: Wilhelm I. von Egmond
- 1451–1464: Wilhelm II. von Egmond
- 1464–1521: Frederik von Egmond
- 1521–1539: Floris von Egmond
- 1539–1548: Maximilian von Egmond
- 1548–1558: Anna von Egmond-Buren, Ehefrau des Wilhelm I.  von Oranien-Nassau

### Haus Oranien-Nassau
- 1551–1584: Wilhelm I.  von Oranien-Nassau
- 1584–1618: Philipp Wilhelm von Oranien-Nassau
- 1618–1625: Moritz von Oranien-Nassau
- 1625–1647: Friedrich Heinrich von Oranien-Nassau
- 1647–1650: Wilhelm II. von Oranien-Nassau
- 1650–1702: Wilhelm III. von Oranien-Nassau
- 1702–1711: Johann Wilhelm Friso von Oranien-Nassau-Dietz
- 1711–1751: Wilhelm IV. von Oranien-Nassau-Dietz
- 1751–1795: Wilhelm V. von Oranien-Nassau-Dietz